# Куйбышевский район (Марыйская область)
Куйбышевский район — единица административного деления Туркменской ССР, существовавшая с декабря 1938 по декабрь 1955 года.
Куйбышевский район был образован в декабре 1938 в прямом подчинении Туркменской ССР.
В ноябре 1939, в связи с вводом в Туркменской ССР областного деления, Куйбышевский район вошёл в состав Марыйской области.
В 1949 году район делился на 6 сельсоветов: Авган-Аран, Геокча, Куюнджи, Момотай, Нижние Белуджи, Нижние Сухты.
В декабре 1955 Куйбышевский район был упразднён.